# Uzutiuhi
Uzutiuhi, jedna od bandi Quapaw Indijanaca i njihovo selo na južnoj strani donjeg toka rijeke Arkansas. Selo se spominje 1673. na Marquettovoj mapi kao Atotchasi. Du Poisson ih (1727) locira u blizini francuske otvrde blizu uđšća rijeke Arkansas.
Razni autori ovu skupinu Quapawa i njihovo selo nazivaju brojim sličnim i drugačijim nazivima: Ototchassi (Thevenot 1852), Sothouis (Jeffreys, 1761), Zautoouys (La Harpe 1721 u Margry 1886).